# 优等种族

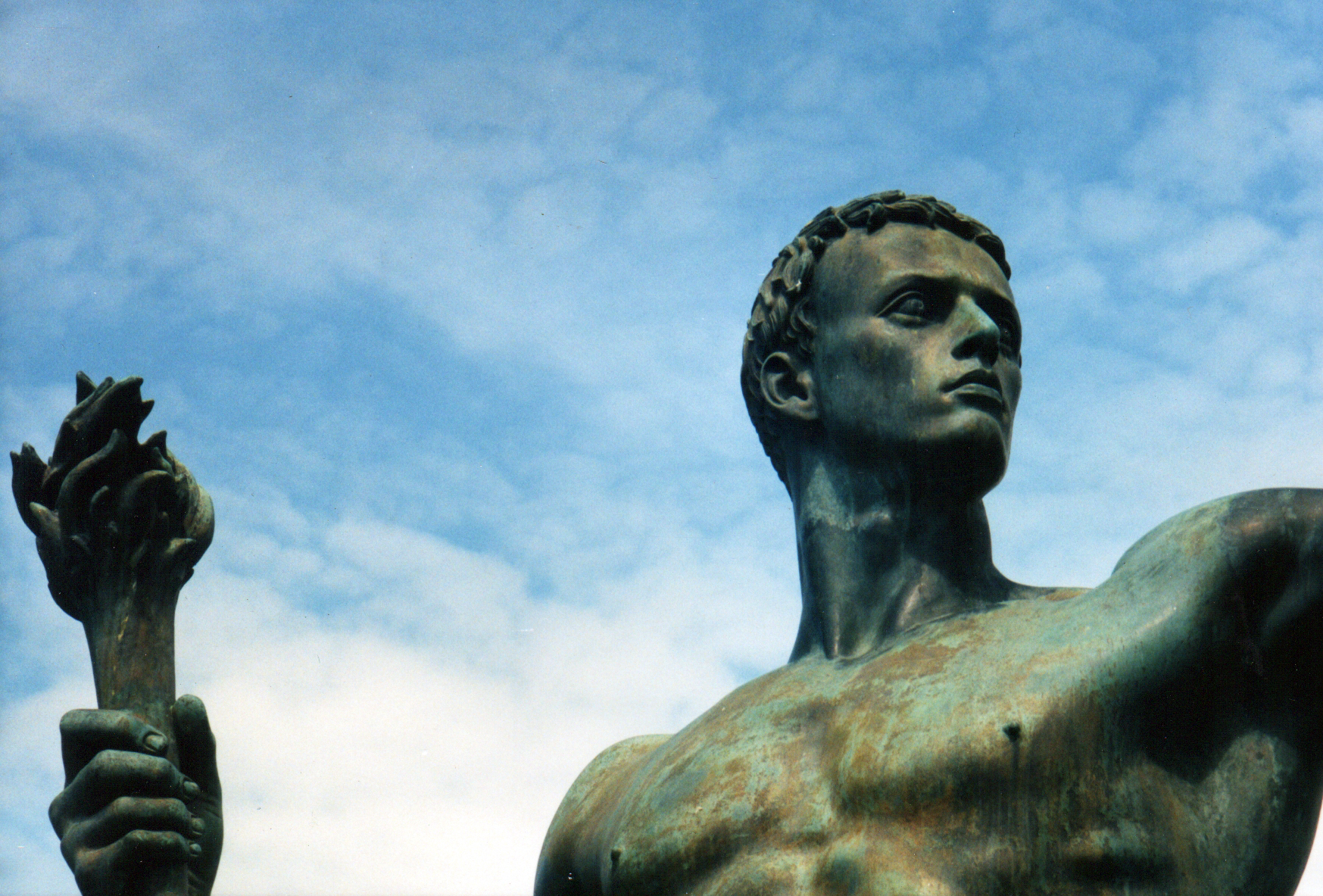
阿尔诺·布雷克尔在1939年创作的雕塑《党》（Die Partei），放置于斯佩尔设计的帝国总理府入口处。《党》这一雕塑反映了纳粹党的种族概念，作为優生學的信奉者，纳粹试图将北歐人種视作优等民族。

优等種族（德語：die Herrenrasse，das Herrenvolkⓘ）是一个纳粹主义种族概念，这一概念將德國人之中的北歐人種或雅利安人，認定為在假定的種族層級中最高的一支。纳粹认为史前時代的北歐人種在北德平原上定居，其源头可追溯到亚特兰蒂斯文明。
纳粹宣布北歐人種是真正的雅利安人，优于其他歐洲民族，纳粹认为他们需要更大的生存空間。纳粹德国制定了雅利安條款，根据法律要求国内所有公民需具备“雅利安證明”（包括父母、祖父母等直系亲属的出生证明及结婚证明、血统证书、种族谱系图三类文件）以证明其本人为雅利安人种。對於日本人，希特勒宣称日本人为榮譽雅利安人。德國地緣政治學家卡尔·豪斯霍弗尔曾經稱日本人為「東方雅利安人」，是在歐洲的雅利安人的一份子。
在欧洲的种族中，斯拉夫人（特别是波蘭人和塞爾維亞人）被纳粹视作最劣等人种之一，他们被放置在“种族阶层”中与犹太人、罗姆人和有色人种并列的最低一级。，他们被视作对雅利安人的威胁。纳粹制定了秘密的《东方总计划》，通过驱逐、奴役、饥饿和种族灭绝来消灭东欧和中欧的斯拉夫人。少部分生活在东欧的非斯拉夫人则被当作德意志化的目标。